# شينوبو سيكين
شينوبو سيكين (関根 忍) كان لاعب جودو ياباني للوزن المتوسط. فاز شينوبو سيكين بميدالية ذهبية في دورة الألعاب الأولمبية الوحيدة له في عام 1972. ولد في أوراي ، إيباراكي ، اليابان.
مات شينوبو سيكين في 18 من ديسمبر عام 2018 عن عمر يناهز 75 عامًا. 